# Вильяфанье, Алехандра
Алехандра Вильяфанье Осорио (исп. Alejandra Villafañe Osorio; 8 октября 1989, Сарсаль — 21 октября 2023, Богота) — колумбийская актриса и модель, Мисс Земля Колумбия (2014).

## Биография
Алехандра Вильяфанье родилась 8 октября 1989 года в Сарсале.
В 2014 году Вильяфанье приняла участие в национальном конкурсе красоты Мисс Земля Колумбия, в котором одержала победу. В ноябре того же года Вильяфанье приняла участие в международном конкурсе красоты «Мисс Земля», в котором по итогам конкурса она вошла в полуфинал, но в финал не вышла.
Снималась в телесериалах, среди которых были «Ты не забудешь мое имя», «Медсестры», «Скрытая правда» и «Избранная внучка».
Была помолвлена с актёром Раулем Окампо.
В мае 2023 года у Алехандры был диагностирован рак. Она скончалась 21 октября 2023 года от рака в возрасте 34 лет.

## Награды
- 2014 — «Мисс Земля Колумбия»